# Victoria Chalaya
Victoria Chalaya (russisch Виктория Чалая Wiktorija Tschalaja; * 14. Oktober 1982 in Leningrad, Sowjetunion) ist eine russisch-amerikanische Schauspielerin und ein Model.

## Leben
Chalaya trat als Kind in einem Ballett auf. Sie zog im Jahr 1999 nach Los Angeles, wo sie an der University of California Filmkunst studierte. Chalaya war im Jahr 2001 in der Werbung von Givenchy zu sehen. Sie debütierte als Schauspielerin in einer kleinen Nebenrolle an der Seite von Erika Eleniak und Ron Perlman im Actionfilm Shakedown aus dem Jahr 2002. Im Fantasy-Kurzfilm Her Knight (2003) übernahm sie die Hauptrolle. Als Model arbeitete sie im Jahr 2006 für die Modemarke Duff Stuff. Nach einigen kleinen Nebenrollen in diversen Filmen, die zum Teil nicht im Abspann erwähnt wurden, spielte sie eine größere Rolle in der Komödie Homo Erectus (2007). Eine weitere größere Rolle folgte im Filmdrama Keith (2007). In der Komödie Hauptsache verliebt (2007) von Amy Heckerling mit Michelle Pfeiffer, Paul Rudd und Saoirse Ronan in den Hauptrollen spielte sie die Rolle der Ehefrau von Nathan (Jon Lovitz).

## Filmografie (Auswahl)
- 2003: Her Knight (Kurzfilm)
- 2004: Plötzlich Prinzessin 2 (The Princess Diaries 2: Royal Engagement)
- 2004: Verrückte Weihnachten (Christmas with the Kranks)
- 2004: Meine Frau, ihre Schwiegereltern und ich (Meet the Fockers)
- 2006: Tödlicher Einsatz (Even Money)
- 2006: Mini's First Time
- 2007: Homo Erectus
- 2007: Keith
- 2007: Hauptsache verliebt (I Could Never Be Your Woman)